# Nazistjägare
Nazistjägare är en term som betecknar personer som systematiskt bedriver undersökning för att spåra upp nazistiska förbrytare som utförde brott mot mänskligheten under andra världskriget. 
En känd nazistjägare var Simon Wiesenthal, som även har fått ge namn åt Simon Wiesenthal-centret i Israel, där nazistjakt bedrivs. Ett berömt fall där nazistjägare var inblandade var Adolf Eichmann som spårades till och fångades i Argentina av israeliska agenter i maj 1960.